# Adrian Hatos
Adrian Hatos (n. 29 februarie 1972, Sfântu Gheorghe, Covasna, România) este un senator român, ales în 2020 din partea PNL. 